# Quiet Storm (Guðrun Sólja Jacobsen)
Quiet Storm è l'album di debutto della cantante danese Guðrun Sólja Jacobsen, pubblicato l'11 agosto 2003 su etichetta discografica Universal Music Denmark. Il disco ha venduto più di 35 000 copie in Danimarca.

## Tracce
1. There's Only One You – 3:08
2. All I Want Is Love – 4:01
3. You're Mine – 3:31
4. Quiet Storm – 4:28
5. This Is Not a Lovesong – 3:52
6. That's What I Wanna Give to You – 3:12
7. Running Away – 3:31
8. Never Turn Back – 4:29
9. All Alone – 4:36
10. One in a Million – 2:56
11. Lonely Waters – 4:02
12. Promise Me – 4:00

## Classifiche
| Classifica (2003) | Posizione massima |
| ----------------- | ----------------- |
| Danimarca         | 2                 |